# Gunnarsbosjön, Västergötland
Gunnarsbosjön är en sjö i Ulricehamns kommun i Västergötland och ingår i Ätrans huvudavrinningsområde.